# Postgeschichte und Briefmarken Bremens

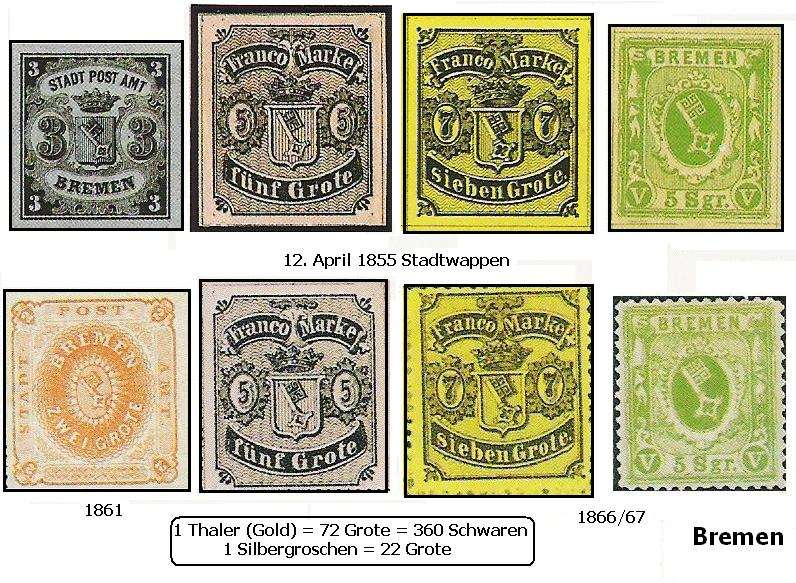
Bremer Postwertzeichen

Durch die Briefmarken, die von Bremen zwischen 1855 und 1867 – zum Teil in verschiedenen Varianten – herausgegeben wurden, ist dieses Land noch heute in einigen Sammelalben als eigenständiges Gebiet präsent.

## Organisation des Postwesens in Bremen

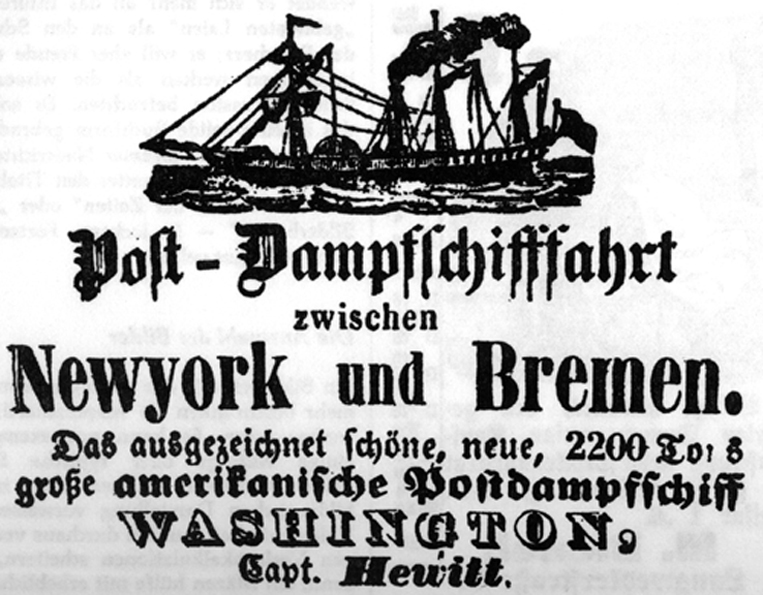
Anzeige von 1848 für die Postlinie der Washington

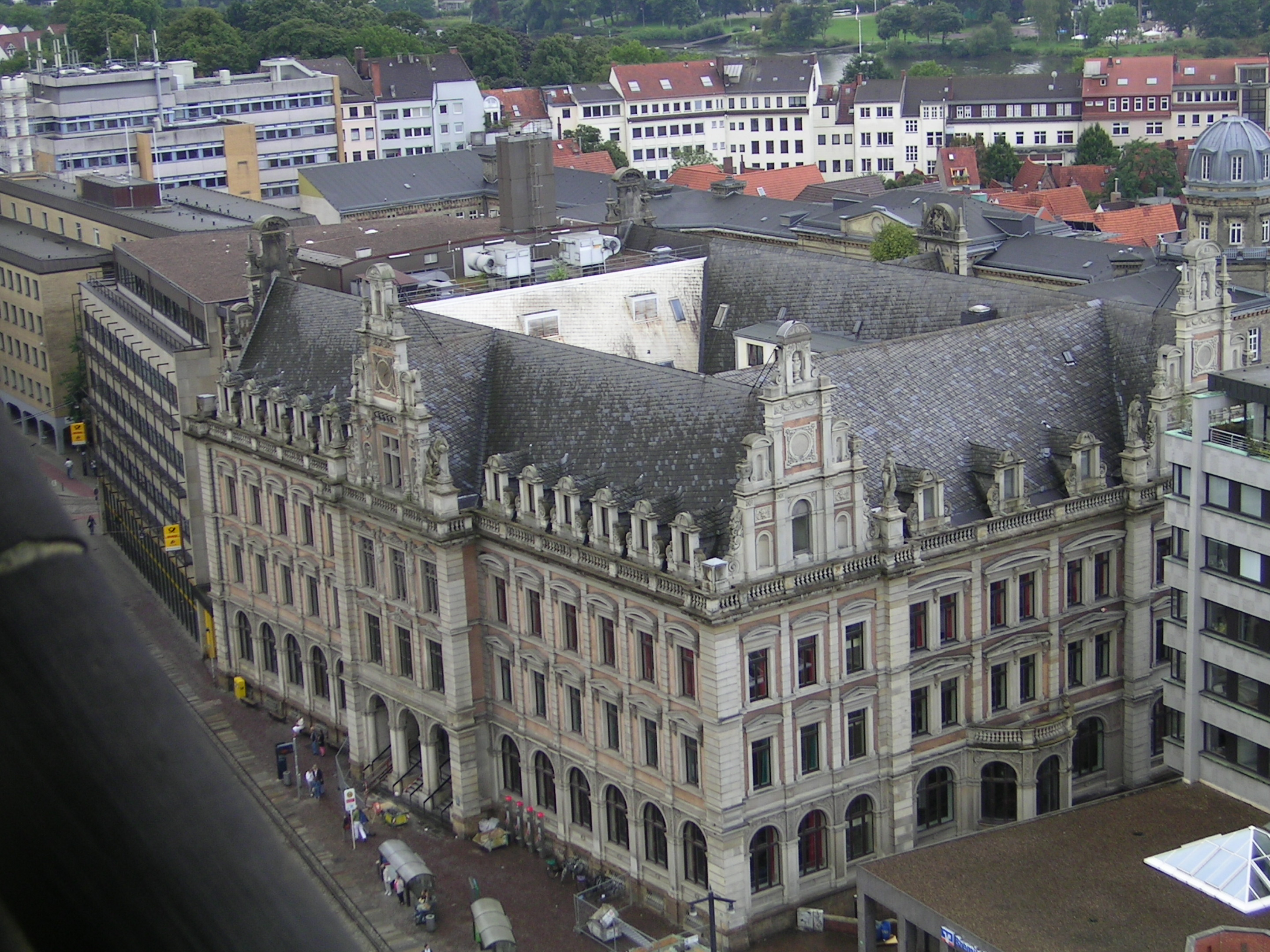
Hauptpostamt 1, ehemalige Kaiserliche Oberpostdirektion von 1879 an der Domsheide

Zunächst sorgten verschiedene Boten für den Briefverkehr in Bremen. So hatte beispielsweise die Kaufmannschaft ihre eigenen Boten, um den Handel mit diversen Waren besser abwickeln zu können.
Gut hundert Jahre nach der Einrichtung des ersten regelmäßigen Postdienstes in Mitteleuropa, des Niederländischen Postkurses zwischen Tirol und den Habsburgischen Niederlanden 1490 wurde im Jahre 1596 Leonhard I. von Taxis zum Generaloberstpostmeister im Heiligen Römischen Reich ernannt und seit 1597 galt der Postdienst insgesamt als kaiserliches Regal. Das erste Postamt der Kaiserlichen Reichspost in Bremen wurde 1617 eröffnet.
Die erste Poststation eines Flächenstaates in Bremen war 1709 die des Kurfürstentums Hannover. Kurze Zeit später, 1727, ließ sich auch Preußen mit einem eigenen Postamt in Bremen nieder.
Sein erstes eigenes Postamt, das Bremer Stadtpostamt, eröffnete die Stadt Bremen 1804 an der Katharinenstraße. Das hannoversche Postamt, seit 1803 im ehemals bischöflichen Eschenhof, der anschließend die Hauptschule beherbergte und schließlich der Kaiserlichen Oberpostdirektion Bremen weichen musste, fiel 1805 an Preußen. 1806 eröffnete auch das Herzogtum Berg ein eigenes Postamt in Bremen, das vom bisherigen Postmeister von Thurn und Taxis geleitet wurde.
Während der Besetzung durch Frankreich im Zuge der napoleonischen Kriege von 1807 bis 1813 wurden sämtliche Postdienste vom Kaiserlich Französischen Oberpostamt übernommen.
Nach dem Abzug der Franzosen nahmen die früheren Postämter ihre Tätigkeit wieder auf und begannen erneut mit dem Ausbau des Postwesens. 1819 zogen das Stadtpostamt und das preußische Postcommptoir in das neu errichtete Stadthaus um. Die Thurn- und Taxissche Post befand sich seit 1843 an der Ecke Obernstraße/Hakenstraße. Bremen eröffnete weitere Postämter unter anderem 1846 in Bremerhaven, 1847 in Vegesack für das Landgebiet bzw. das Amt Vegesack sowie in der Bremer Innenstadt (Dechanatstraße 10, am Bahnhof, Am Wall 39, Ostertorsteinweg 27).
In den Jahren 1850 bis 1851 kam es schließlich zu einer neuen Aufteilung der Postkurse zwischen den einzelnen Postämtern. Das Postamt von Thurn und Taxis wurde zum Beispiel mit dem Postverkehr nach Frankreich betraut, dafür übernahm Hannover den gesamten Postverkehr nach Braunschweig.
Ein Jahr später, am 1. Dezember 1852, erfolgte der Beitritt in den Deutsch-Österreichischen Postverein. Drei Jahre später kam es zur Einführung der ersten Briefmarken in Bremen. Obwohl die amerikanische Ocean Steam Navigation Company mit ihrer regelmäßigen Postlinie 1857 gescheitert war, hatte dieser Versuch die Grundlagen für die weitere Entwicklung geschaffen. Arnold Duckwitz schrieb:

„... Der Zug der Güter und Personen hatte sich auf Bremen gerichtet, Postverhältnisse waren geordnet, Postverträge, auf diese Dampferlinie berechnet, nach allen Richtungen abgeschlossen, so daß durch dies Unternehmen, auch wenn es wieder unterging, der Grund gelegt worden ist, auf welchem später weiter gebaut werden konnte.“

Es kamen die ersten deutschen Postdampfer mit zwei Linien nach Ostasien in den 1890er Jahren auch in Bremerhaven zum Einsatz. Beim Neubau des damaligen Hauptbahnhofs Geestemünde-Bremerhaven ab 1913 an der heutigen Friedrich-Ebert-Straße (Bremerhaven), errichtete die Reichspost dort gleichzeitig ein kleines Gebäude zunächst als sogenannte Durchgangspackkammer, da Bahn und Post damals eng zusammenwirken mussten. Dieses Gebäude wurde Kaiserliches Postamt und ist als Bahnpostamt Geestemünde noch erhalten – im Gegensatz zum Postgebäude des ehemaligen Bahnhofs Geestemünde.

## Eigene Briefmarkenausgaben

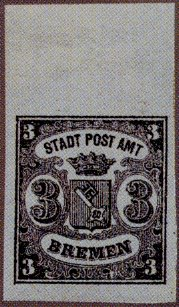
1855: 3 Grote-Marke

### Die ersten Briefmarken
Am 10. April 1855 wurde in Bremen die erste Freimarke zu 3 Groten (72 Groten entsprachen 1 Bremer Thaler) ausgegeben. Diese Briefmarke war ausschließlich für den inländischen Postverkehr in Bremen gedacht. Eine Ausgabe von Ergänzungswerten war zu diesem Zeitpunkt schon geplant. Die erste Briefmarke Bremens wurde ungezähnt verausgabt. Auf dem Markenbild sieht man neben der Wertangabe und dem Schriftzug „Stadtpostamt Bremen“ das Bremer Wappen in der Mitte der Briefmarke. Der einfarbige Druck der Freimarke erfolgte auf graublauem Papier. Die Briefmarke war, wie alle restlichen Freimarken von Bremen, bis zum 31. Dezember 1867 gültig. Die geschätzte Auflage betrug 60.000 Stück.

### Ergänzungswerte
Da eine Postabwicklung mit Briefmarken nur eines einzigen Wertes denkbar schwierig ist, wurden bald neue Ergänzungswerte verausgabt:
5 Grote: Am 4. April 1856 erschien eine neue Freimarke zu 5 Grote. Das etwas geänderte Markenbild zierte wiederum das Wappen Bremens. Die Inschrift wurde von „Stadtpostamt Bremen“ in „Francomarke – Fünf Grote“ umgeändert. Diese Briefmarke war ebenfalls noch ungezähnt verausgabt worden. Die Auflage betrug ungefähr 26 500 Stück. Das verwendete Briefmarkenpapier war (karmin)gräulich gefärbt.
5 Silbergroschen: Am 22. August 1859 erfolgte erneut die Ausgabe eines weiteren Ergänzungswertes zu 5 Silbergroschen (5 Silbergroschen entsprachen 11 Grote, für Sendungen nach Großbritannien vorgesehen). Die Zeichnung wurde diesmal stark verändert, im Mittelpunkt steht jedoch noch immer das Bremer Wappen. Die Inschrift lautete diesmal „Bremen – 5 Sgr.“.
7 Grote: Ein knappes Jahr später, am 10. Juli 1860, wurde eine neue Freimarke zu 7 Grote verausgabt. Die Zeichnung sowie die Inschrift stimmte bei dieser Briefmarke vollkommen mit der des Wertes zu 5 Grote der ersten Bremer Briefmarkenausgabe überein. Die Auflage dieses Postwertzeichens wurde jedoch mit 20 000 Stück etwas unter der der 5 Grote angesetzt. Das Briefmarkenpapier war gelblich gefärbt.
10 Grote: Mitte November des Jahres 1861 wurde der vorerst letzte Ergänzungswert zu 10 Grote der Serie verausgabt. Das Markenbild weist wiederum das Bremer Staatswappen auf, allerdings in einer neuen Zeichnung. Das Besondere dieser Marke liegt jedoch nicht in der neuen Zeichnung. Es handelt sich um die erste perforierte Briefmarke Bremens. Die Perforation erfolgte mittels Durchstich.

### Die Einführung der Perforation
1861: Die Bremer Postverwaltung erkannte bald die Vorzüge in der Briefmarkentrennung des Durchstiches. In den folgenden Jahren 1861 bis 1864 wurden die bisher verausgabten Briefmarken Bremens zu 3, 5 und 7 Grote sowie 5 Silbergroschen ebenfalls durchstochen verausgabt. Der neue Ergänzungswert Bremens zu 2 Grote, der am 29. April 1863 erschien, wurde ausschließlich durchstochen ausgegeben.
1866/67: Von 1866 bis 1867 stieg man schließlich von dem Durchstich als Perforation auf die Zähnung um. Alle sechs bis dahin verausgabten Bremer Briefmarken wurden von nun an in Linienzähnung 13 (für 13 siehe Zähnungsgrad) perforiert und ausgegeben. Die Zähnung wurde teilweise etwas schlecht ausgeführt, so dass die gezähnten Briefmarken Bremens manches Mal optisch wie durchstochene Briefmarken wirken.

## Norddeutscher Bund, Deutsches Kaiserreich

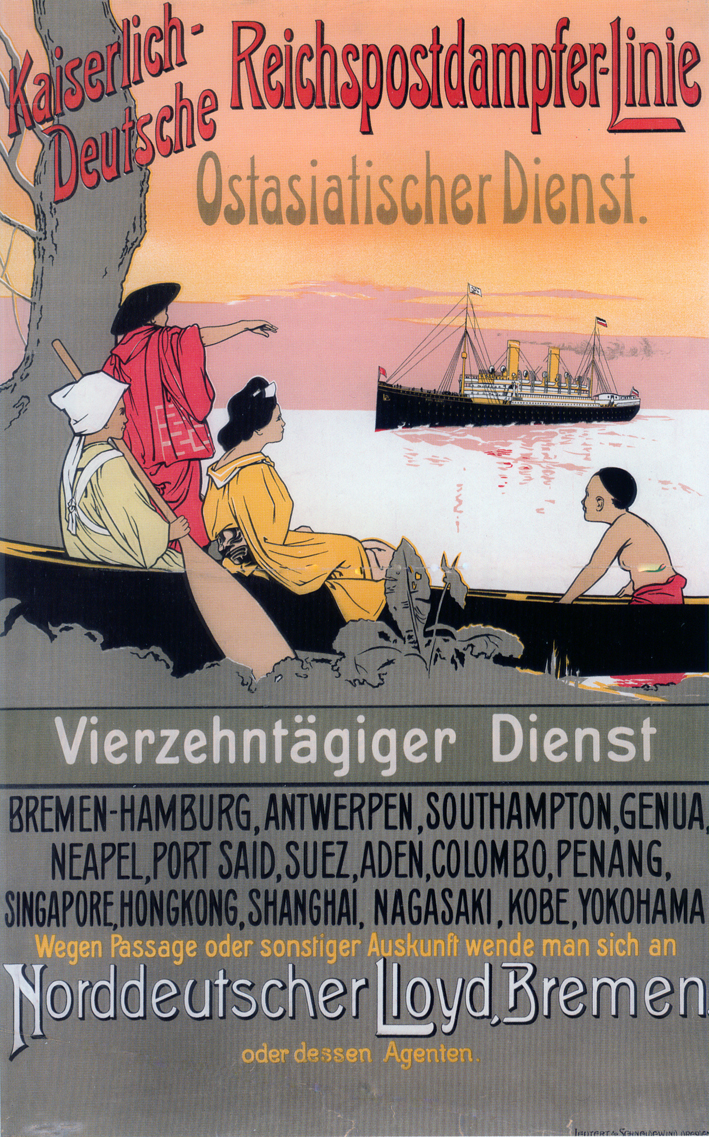
Werbeplakat des Norddeutschen Lloyd aus dem Jahr 1898 für die Reichspostdampfer-Linie

Am 1. Januar 1868 erfolgte der Eintritt in den Norddeutschen Bund (Vorläufer des Deutschen Reiches). Ab diesem Zeitpunkt teilt die Postgeschichte Bremens die Postgeschichte des Norddeutschen Bundes. Die fünfzehn Briefmarken Bremens konnten nur bis zu diesem Tag verwendet werden.
Nach der Reichsgründung von 1871 wurde das Post- und Telegraphenwesen in Bremen in die Reichsverwaltung des Deutschen Kaiserreichs integriert. Aus dem nun Kaiserlichen Oberpostamt wurde 1874 die Kaiserliche Oberpostdirektion mit ihrem Neubau von 1879. Die Briefmarken aus dieser Zeit zeigten keine Bremer Motive.

## Bremer Motive
Einige Motive mit einem Bremenbezug wurden im Deutschen Reich von 1919 bis 1945 und in der Bundesrepublik Deutschland sowie in der DDR verwendet. Der 44. Deutsche Philatelistentag fand in Bremen am 11. und 12. Juni 1938 statt, dazu gab es einen Sonderstempel BREMEN und eine Ansichtspostkarte. Zu den Briefmarken gehören u. a.:
- 1937: Dampfer Bremen, Wert 40+35 Pfennig der Winterhilfsmarken
- 1940: Bremer Rathaus, Wert 25+15 Pfennig der Winterhilfsmarken
- 1964/65: Bremer Rathaus, Wert 20 Pfennige der Serie Landeshauptstädte
- 1965: Internationale Verkehrsausstellung – Segelschiff Hammonia und Passagierschiff Bremen, Wert 70 Pfennige, gültig bis 31. Dezember 1968
- 1971: Bremer Stadtmusikanten, sechs Sondermarken der Deutschen Post der DDR als Märchenmotive auf Kleinbogen mit den Werten 5, 10, 15, 20, 25 und 30 Pfennige im Rahmen einer Reihe von Kleinbogen von 1966 bis 1985
- 1973: Bremer Hafenansicht, Wert 40 Pfennige der Serie Stadtansichten ab 1969, gültig bis 30. Juni 2002
- 1975: Ludwig Quidde 1858–1941, Bremer Friedensnobelpreisträger, 50 Pfennige, gültig bis 30. Juni 2002
- 1977: Bremen Schnelldampfer (1929–1841) – Blaues Band 1929, Wert 50+25 Pfennige der Serie Jugendmarke, gültig bis 30. Juni 2002
- 1977: Bremer Kogge – Hanseatisches Gross-Schiff (1380), Wert 30+15, Berliner Jugendmarke
- 1987: Wilhelm Kaisen (1887–1979), Präsident des Senats, Wert 80 Pfennige, gültig bis 30. Juni 2002
- 1982: Bremer Stadtmusikanten, Wert  40-Pfennige, Sondermarke mit Scherenschnitt, gültig bis 30. Juni 2002
- 1982: Bundespräsident Karl Carstens, Bremer Bundespräsident, Wert 80 Pfennige, gültig bis 30. Juni 2002
- 1987: 1200 Jahre Bischofssitz Bremen, Wert 80 Pfennige, gültig bis 30. Juni 2002
- 1988: Bremer Roland, 280 Pfennige der Dauermarke, gültig bis 30. Juni 2002
- 1989: Bremer Roland, Wert 38 Pfennige der Dauermarke, gültig bis 30. Juni 2002
- 1997: Bremer Rathaus, Wert 440 Pennige, Dauermarke
- 1992: Wappen von Bremen beim Wert 100 Pfennige der Wappenserie
- 1995: Franz Radziwill (1895–1983), Bremer Maler, Motiv: Wasserturm in Walle-Walle  (1931), Wert 100 Pfennige
- 2004: Dampfer Bremen – Gewinn des Blauen Bandes, Wert 55 Cent
- 2007: Leuchtturm Bremerhaven Oberfeuer, Wert 45 Cent, Serie Leuchttürme ab 2004
- 2009: Die Vereinten Nationen brachten 2009 zum Weltkulturerbe UNESCO – Rathaus und Rolandsstatue eine 44 Cnt Marke heraus mit der Ansicht des Rathauses
- 2012: 200 Jahre Grimms Märchen mit u. a. dem Motiv Bremer Stadtmusikanten, Wert 55 Cent
- 2014: Bremen Marktplatz, Markenblock mit zwei 60 Cent Marken aus der  Serie Deutschlands schönste Panoramen.